# Độ cay của ớt

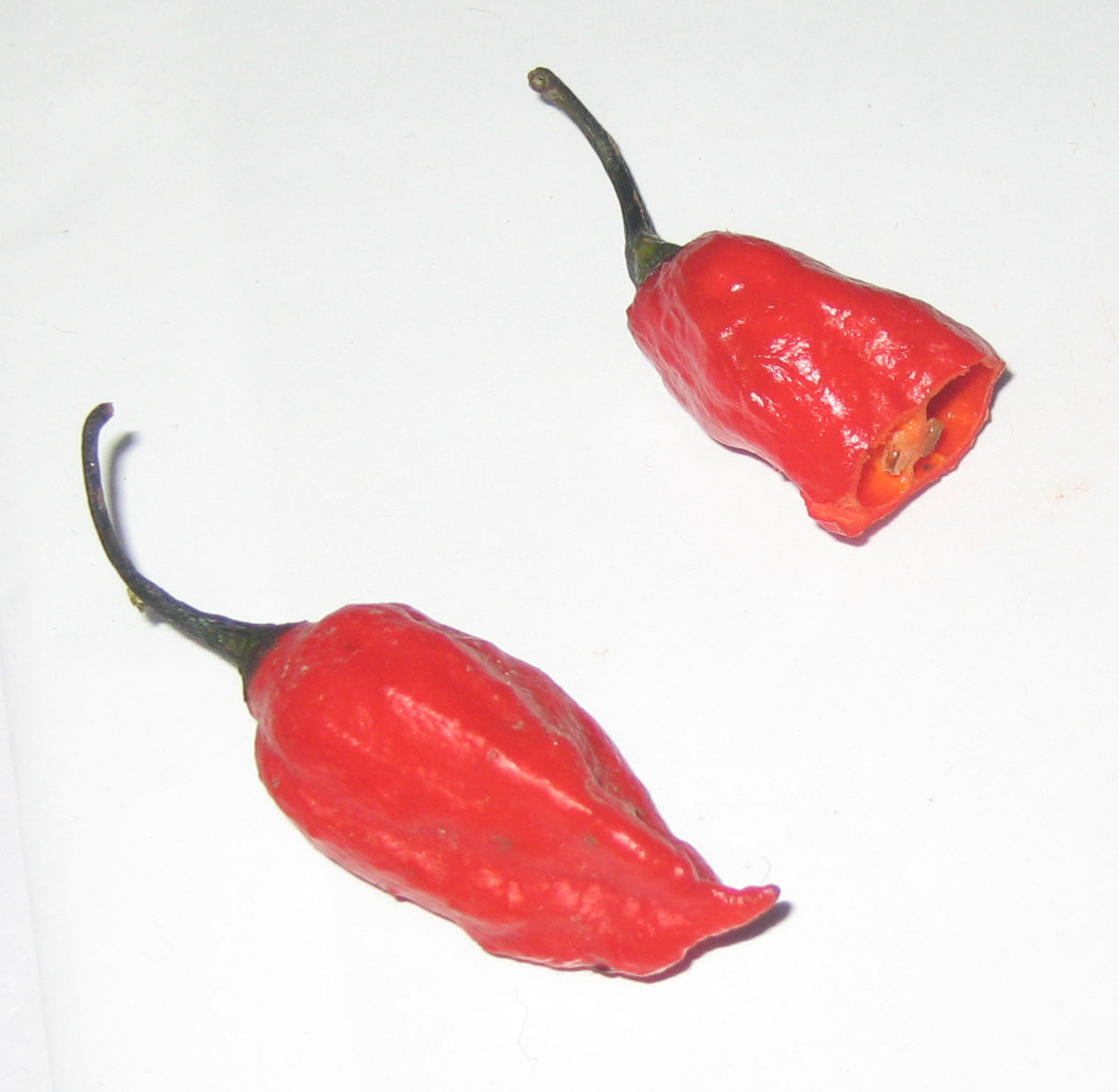
Ớt Ấn Độ Naga Jolokia (naga morich, bhut jolokia), một trong những giống ớt cay nhất thế giới với mức độ 1.040.000 SHU.

Thang đo Scoville biểu thị mức độ cay của các loại ớt do một dược sỹ người Mỹ Wilbur Scoville đề xuất năm 1912 khi ông làm việc tại công ty Parke Davis ở Detroit. Mục đích của ông là xây dựng một phương pháp nhằm đo lường hàm lượng capsaicin, hợp chất hóa học tạo ra độ cay của ớt thông qua cơ quan cảm giác.

## Định nghĩa
Để xác lập thang đo, ban đầu Wilbur Scoville pha tinh chất ớt tươi với nước đường. Hợp chất này do một nhóm (thường là năm người) thử, nếu vẫn còn cảm thấy cay thì tiếp tục pha loãng. Khi gần như không còn cảm giác cay nữa thì mức độ pha loãng sẽ được dùng để xác định độ cay của ớt.
Chẳng hạn, một loại ớt không có chất capsaicin thì có độ cay bằng không, có nghĩa là ngay cả khi không pha loãng thì cũng vẫn thấy không cay. Đối với các loại ớt cay thì một độ cay 300.000 có nghĩa là tinh chất từ ớt này phải được pha loãng 300.000 lần thì mới không còn cảm nhận được có chất capsaicin.
Phương pháp này có điểm yếu là dựa vào cảm nhận chủ quan của người thử vì không phải ai cũng cảm nhận giống nhau (ví dụ người Thái và người châu Âu sẽ cảm nhận độ cay khác nhau).

### Ớt
| Độ Scoville       | Loại ớt                                               |
| ----------------- | ----------------------------------------------------- |
| 855.000–1.041.427 | Naga Jolokia                                          |
| 350.000–577.000   | Red Savina Habanero                                   |
| 100.000–350.000   | Ớt Habanero, ớt Scotch bonnet                         |
| 100.000–200.000   | Rocoto, ớt cay Jamaica, Piri piri                     |
| 50.000–100.000    | Ớt mắt chim, ớt Malagueta, ớt Chiltepin, ớt Pequin    |
| 30.000–50.000     | Ớt Cayenne, ớt Ají , ớt Tabasco                       |
| 10.000–23.000     | Ớt Serrano                                            |
| 7.000–8.000       | Xốt Tabasco                                           |
| 5.000–10.000      | Ớt Wax                                                |
| 2.500–8.000       | Ớt Jalapeño                                           |
| 4.500–5.000       | Ớt New Mexico                                         |
| 2.500–5.000       | Xốt Tabasco (ớt Tabasco)                              |
| 1.500–2.500       | Ớt Rocotillo                                          |
| 1.000–1.500       | Ớt Poblano, xốt Texas Pete                            |
| 600–800           | Xốt Tabasco (ớt xanh)                                 |
| 500–2500          | Ớt Anaheim                                            |
| 100–500           | Pimento , Pepperoncini, Tabasco sauce (Sweet & Spicy) |
| 0                 | Ớt chuông                                             |

### Chất hóa học
| Độ Scoville    | Loại chất                           |
| -------------- | ----------------------------------- |
| 16,000,000,000 | Resiniferatoxin                     |
| 5,300,000,000  | Tinyatoxin                          |
| 16,000,000     | Capsaicin                           |
| 15,000,000     | Dihydrocapsaicin                    |
| 9,200,000      | Nonivamide                          |
| 9,100,000      | Nordihydrocapsaicin                 |
| 8,600,000      | Homocapsaicin, Homodihydrocapsaicin |
| 160,000        | Shogaol                             |
| 100,000        | Piperine                            |
| 60,000         | Gingerol                            |
| 16,000         | Capsiate                            |

## Độ đo giản hóa
Để thuận tiện khi sử dụng trong ngành ẩm thực, độ Scoville cũng được trình bày dưới dạng bảng đếm từ 0 đến 10.
| Độ | Cảm nhận (chủ quan)         | Đơn vị Scoville  | Ví dụ             |
| -- | --------------------------- | ---------------- | ----------------- |
| 0  | Không cay                   | 0 – 100          | Tiêu, ớt Hàn Quốc |
| 1  | Hơi cay                     | 100 – 500        | Paprika mềm       |
| 2  | Khá cay (the the)           | 500 – 1.000      | Ớt Anaheim        |
| 3  | Cay                         | 1000 – 1.500     | Ớt Ancho          |
| 4  | Cay nóng (cay nồng)         | 1500 – 2500      | Ớt Espelette      |
| 5  | Cay mạnh                    | 2500 – 5000      | Ớt Chimayo        |
| 6  | Cay cháy lưỡi (cay xé lưỡi) | 5000 – 15.000    | Ớt Cayenne        |
| 7  | Cay bỏng lưỡi               | 15.000 – 30.000  | Ớt Cascabel       |
| 8  | Cay như thiêu đốt           | 30.000 – 50.000  | Ớt Árbol          |
| 9  | Phát hỏa (cay xóc)          | 50.000 – 100.000 | Ớt tabasco        |
| 10 | Bỏng rát                    | 100.000 trở lên  | Pepper X          |